# ستاره‌ای وش (سرده)
ستاره‌ای وش (نام علمی: Heteropappus) نام یک سرده از تیره کاسنیان است.